# FK Liepājas Metalurgs
FK Liepājas Metalurgs (em letão: Futbola klubs "Liepājas metalurgs"), foi um time de futebol da cidade de Liepāja, na Letônia.
Mandava suas partidas no Daugava Stadium, em Liepāja, com capacidade para 5.100 torcedores.

## Cronologia do Metalurgs
- 1945-1947: é instalado o futebol na cidade de Liepāja, através do Daugava Liepāja e do Dínamo Liepāja.
- 1949-1961: Daugava e Dínamo se fundem, originando o Sarkanais Metalurgs.
- 1961-1989: O Sarkanais se extingue, dando lugar ao Zvejnieks Liepāja, um dos embriões do atual Liepājas Metalurgs.
- 1990-1993: Com a extinção do Zvejnieks, é criado o Olimpija Liepāja.
- 1994: O Olimpija encerra suas atividades e dá lugar ao FK Liepāja. Mas o time dura apenas um ano, em decorrência de uma fusão com o Dag Rīga.
- 1995-1996: Com a fusão de Dag Riga e Liepāja, nasce o DAG Liepāja, que dura duas temporadas, tendo como ponto alto a final da Copa da Letónia, perdendo para o Skonto por 3 a 0.
- 1996-1997: a última mudança de nome: um grupo compra o DAG Liepaja, transformando-o no Baltika Liepāja. A única revelação do clube é Māris Verpakovskis.

## Elenco atual
Nota: Bandeiras indicam equipe nacional, conforme definido pelas regras de elegibilidade da FIFA. Os jogadores podem ter mais de uma nacionalidade não-FIFA.
| N.º |          | Posição | Jogador                     |
| --- | -------- | ------- | --------------------------- |
| 2   | Japão    | M       | Takafumi Akahoshi           |
| 3   | Letónia  | D       | Oskars Kļava                |
| 4   | Letónia  | D       | Dzintars Zirnis             |
| 5   | Letónia  | D       | Artjoms Kuzņecovs           |
| 6   | Letónia  | M       | Jevgēņjis Golovins          |
| 7   | Letónia  | M       | Maksims Rafaļskis           |
| 8   | Letónia  | M       | Igors Aleksejevs            |
| 9   | Lituânia | D       | Tomas Tamošauskas (Capitão) |
| 10  | Letónia  | A       | Deniss Rakels               |
| 11  | Letónia  | M       | Roberts Savaļnieks          |
| 13  | Letónia  | D       | Pāvels Surņins              |
| 14  | Letónia  | D       | Intars Kirhners             |
| 15  | Letónia  | A       | Jurģis Kalns                |

| N.º |          | Posição | Jogador                |
| --- | -------- | ------- | ---------------------- |
| 16  | Letónia  | M       | Jevgēņjis Koršakovs    |
| 17  | Letónia  | A       | Andrejs Prohorenkovs   |
| 21  | Letónia  | G       | Pāvels Šteinbors       |
| 22  | Letónia  | A       | Vladimirs Kamešs       |
| 23  | Letónia  | A       | Kristaps Grebis        |
| 28  | Letónia  | D       | Antons Jemeļins        |
| 31  | Letónia  | G       | Viktors Spole          |
| 77  | Lituânia | A       | Vitalijus Kavaliauskas |
| 88  | Croácia  | D       | Jurica Puljiz          |
| –   | Brasil   | D       | Wellington             |
| -   | Letónia  | D       | Pāvels Mihadjuks       |

## Títulos
- Virsliga:
  - 3 Títulos (2005, 2009 e 2015)
  - 6 Vice-campeonatos (1998, 1999, 2003, 2004, 2006 e 2007)
- Copa da Letónia:
  - 9 Títulos (1946, 1947, 1948, 1953, 1954, 1955, 1963, 1964 e 2006)
- Liga do Báltico:
  - 1 Título (2007)
- Divisão Letã do Campeonato Soviético:
  - 9 Títulos (1946, 1947, 1949, 1951, 1953, 1954, 1956, 1957 e 1958)

## Jogadores de destaque
- Miervaldis Drāznieks
- Voldemārs Sudmalis
- Ernests Ziņģis
- Žanis Zviedris
- Jānis Intenbergs
- Ilmārs Verpakovskis
- Ainārs Linards
- Vladimirs Babičevs
- Māris Verpakovskis
- Ģirts Karlsons